# 에스토니아 방위군
에스토니아 방위군(에스토니아어: Eesti Kaitsevägi)은 에스토니아의 군대이다. 에스토니아 방위군은 에스토니아 육군, 에스토니아 해군, 에스토니아 공군, 준군사 에스토니아 방위연맹으로 구성되어 있다. 국방 정책은 국가의 독립성과 주권, 국토, 영해, 영공 및 헌법 질서의 보전을 보장하는 것을 목표로 한다. 주요 목표는 이러한 군사적 동맹을 위한 모든 범위의 임무에 참여할 수 있는 NATO 및 유럽 연합 회원국의 군대와의 상호 운용성을 보장하는 방식으로 국가의 중요한 이익과 국방군의 개발을 방어할 수 있는 신뢰할 수 있는 능력의 개발과 유지이다.

## 역사
1918년 11월 11일부터 14일까지 독일의 에스토니아 점령을 종식시킨 독일 혁명 이후, 독일의 대표들은 공식적으로 에스토니아 정부에 정치적 권한을 넘겨주었다. 며칠 후 에스토니아는 볼셰비키 러시아의 군대에 의해 침략을 받아 에스토니아 독립 전쟁의 시작을 알렸다. 인민군으로도 알려진 작고 빈약하게 무장한 에스토니아 군대는 처음에 붉은 군대에 의해 수도인 에스토니아 탈린 근처로 밀려났다. 탈린과 전선 사이는 단지 34킬로미터였다. 부분적으로 영국 해군 비행단에 의해 반입된 무기의 선적이 제때 도착했기 때문에 볼셰비키들은 중단되었다.
1919년 1월, 에스토니아군은 총사령관 요한 라이도네르가 이끄는 5월 공세에 반격을 개시했다. 육군은 핀란드, 스웨덴, 덴마크 자원봉사자들뿐만 아니라 영국 해군의 지원을 받았다. 1919년 2월 말, 붉은 군대는 에스토니아의 모든 영토에서 추방되었다. 1920년 2월 2일, 에스토니아 공화국과 러시아 소비에트 연방 사회주의 공화국에 의해 타르투 조약이 체결되었다. 소련 러시아와 독일 자유군단 자원봉사자들에 대한 에스토니아 해방 전쟁에서 승리한 후, 에스토니아는 22년 동안 독립을 유지했다.

## 구조
주요 목표는 NATO 및 EU 회원국 군대와의 상호운용성과 동맹 임무의 전체 범위에 참여할 수 있는 능력을 보장하는 방식으로 국가의 중요한 이익과 EDF의 개발을 방어하기 위한 신뢰할 수 있는 능력의 개발과 유지이다.
평시에 EDF의 주요 임무는 영토 경계와 영공에 대한 감시 및 통제 유지, 전투 준비 유지, 징집병 훈련 및 예비 부대 개발, NATO 및 UN 주도의 국제 임무에 참여하고 국가 비상 사태 시 민간 당국에 지원을 제공하는 것이다.
위기 시, EDF의 주요 임무는 필요에 따라 부대의 준비 수준을 높이고, 전시 구조로의 전환과 명령에 따라 동원을 시작하며, 다른 부처의 부대를 통합하고, 아군의 지원과 수용에 대비하는 것이다.
전시에 EDF의 주요 임무는 국가의 영토 보전을 수호하고, 다른 나라 군대의 도착과 배치를 촉진하고 그들과 협력하며, 국가 영공에 대한 통제를 유지하고, 다른 나라 군대와 협력하여 전략 자산의 방공을 용이하게 하는 것이다.

### 육군

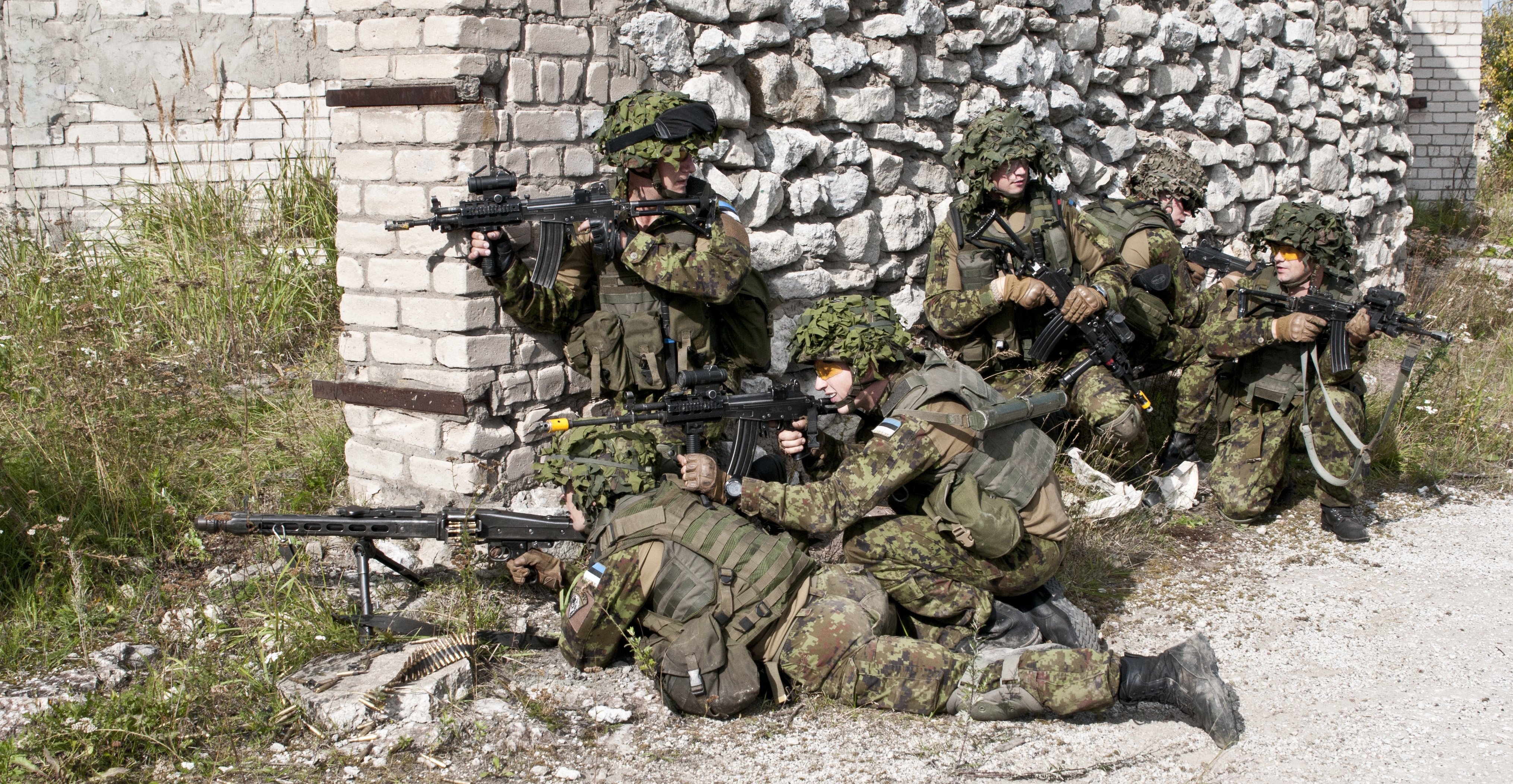
2014년 에스토니아 군인들의 확고한 창 작전 2

에스토니아 육군은 방어군의 주력 부대이다. 평시의 평균 병력 규모는 약 6,700명이며, 이 중 약 3,200명이 징집병이다. 작전구조의 육군 구성요소는 포병대대와 지원부대뿐만 아니라 제1, 2보병여단이 포함된 에스토니아 사단으로 구성되어 있다.
두 보병여단은 배치 가능한 부대의 훈련 및 지원 틀 역할을 한다. 육군 개발 우선순위는 국토 밖의 임무에 참여할 수 있는 능력과 연합국과 협력하여 에스토니아 영토를 보호하기 위한 작전 수행 능력이다.

### 해군

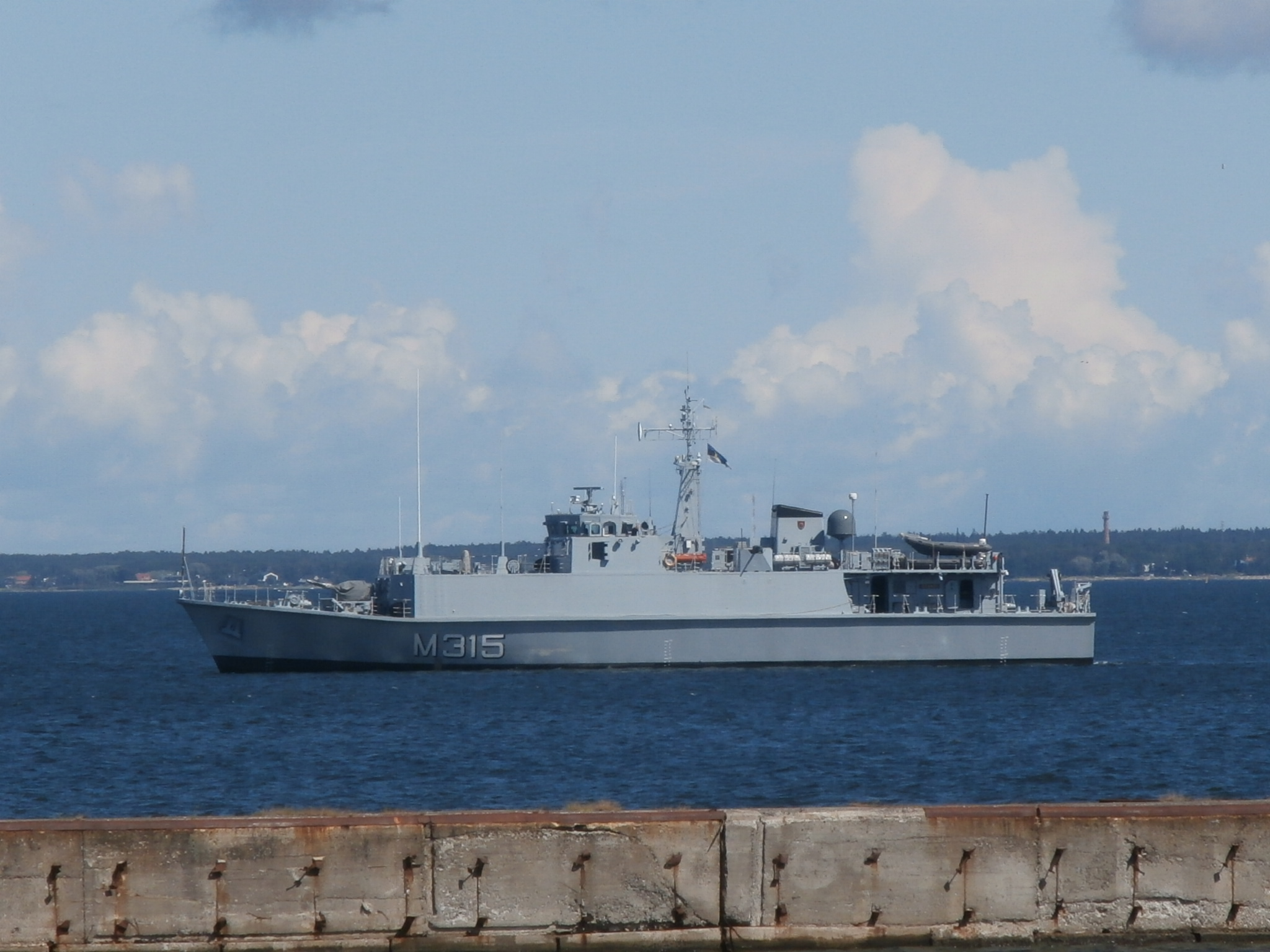
바다에 있는 EML 우간디

에스토니아 해군은 모든 해군 작전과 에스토니아 영해 보호를 책임진다. 해군의 주요 기능은 영해와 해안선 방어 준비와 조직, 영해에서의 해상 안보, 통신 및 해상 교통 보장, NATO 및 주변 다른 우호 국가 해군과의 협력이다. 위기 상황이 발생할 경우 에스토니아 해군은 해상 접근로, 항구 지역, 통신선을 방어하고 연합군 부대와 협력할 준비가 되어 있어야 한다. 에스토니아 해군에는 해상 통신선의 보안을 보장하고 지뢰 장벽을 구축 및 제거하는 데 필요한 경비함, 지뢰 제거함, 호위함 및 해안 경비대 등이 포함된다. 해군 병력의 대부분은 미니사담 해군 기지에 배치되어 있다. 현재 구조는 잠수부 그룹을 포함하는 지뢰 제거 사단을 운영하고 있다. 이 외에도 탈린에 위치한 해군 사관학교, 미니사담 해군 기지 및 해군 본부가 있다.  1995년 이후 발트해 지역의 다른 해군들과 긴밀히 협력하여 에스토니아 해역에서 수많은 지뢰 제거 작업을 수행하여 무기를 찾고 처리하고 안전한 항해에 기여하였다. 2007년 에스토니아 해군의 지뢰 제거 함대는 현대화되어 샌드다운급 지뢰 사냥꾼을 갖추고 있다. 2010년 장기 방어 개발 계획에 따라 에스토니아 해군이 일부 새로운 능력을 보유할 것이라고 발표되었다. 이러한 새로운 전쟁 능력 중 다중 역할의 고속 경비정을 조달하는 것이 우선순위가 될 것이다. 이러한 함정에 대한 작전적 필요성은 영해 방어를 보장하고 해상 감시를 개선할 것으로 보인다. 현재의 능력 외에도 지휘통제 및 함대 간 통신도 더욱 향상될 것이다.

### 공군

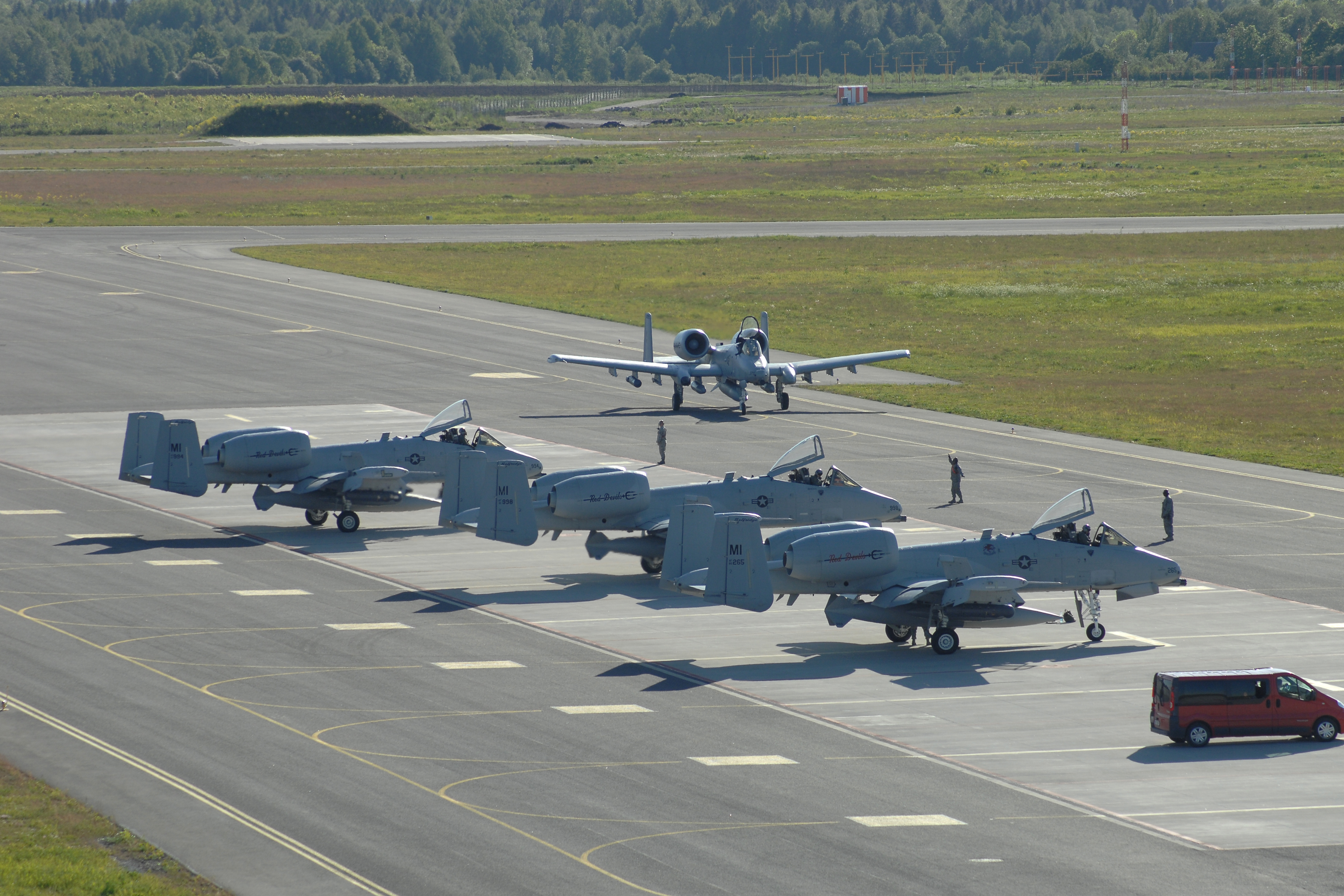
아마리 공군기지에서 미시간주 방위군의 A-10 지상 공격기

에스토니아 공군은 에스토니아 항공군의 주력 부대다. 현재 조직의 뿌리는 아우구스트 루스가 최초로 에스토니아 항공부대를 조직한 1918년으로 거슬러 올라간다. 독립 전쟁은 1930년대 중반까지 130대 이상의 현대 항공기를 보유한 에스토니아 공군의 발전에 큰 자극을 주었다. 이 조직은 해군 항공그룹, 비행학교, 공군기지, 방공포병단 등으로 구성됐다. 에스토니아 엔지니어들은 뛰어난 성능을 발휘하는 전투기를 설계하고 제작했다. 에스토니아 공군은 1991년 에스토니아 영공 통제와 전략물자 방공을 목표로 재창설됐다.

### 특수작전군
에스토니아 특수작전군(ETSOF)는 에스토니아 방위군의 특수작전사령부이다. 그것의 임무는 특수 정찰 및 감시, 군사적 지원 및 직접 행동을 포함한다. 특수작전군의 주요 목표는 비상식적인 전쟁을 위한 능력 개발이다.

## 인원

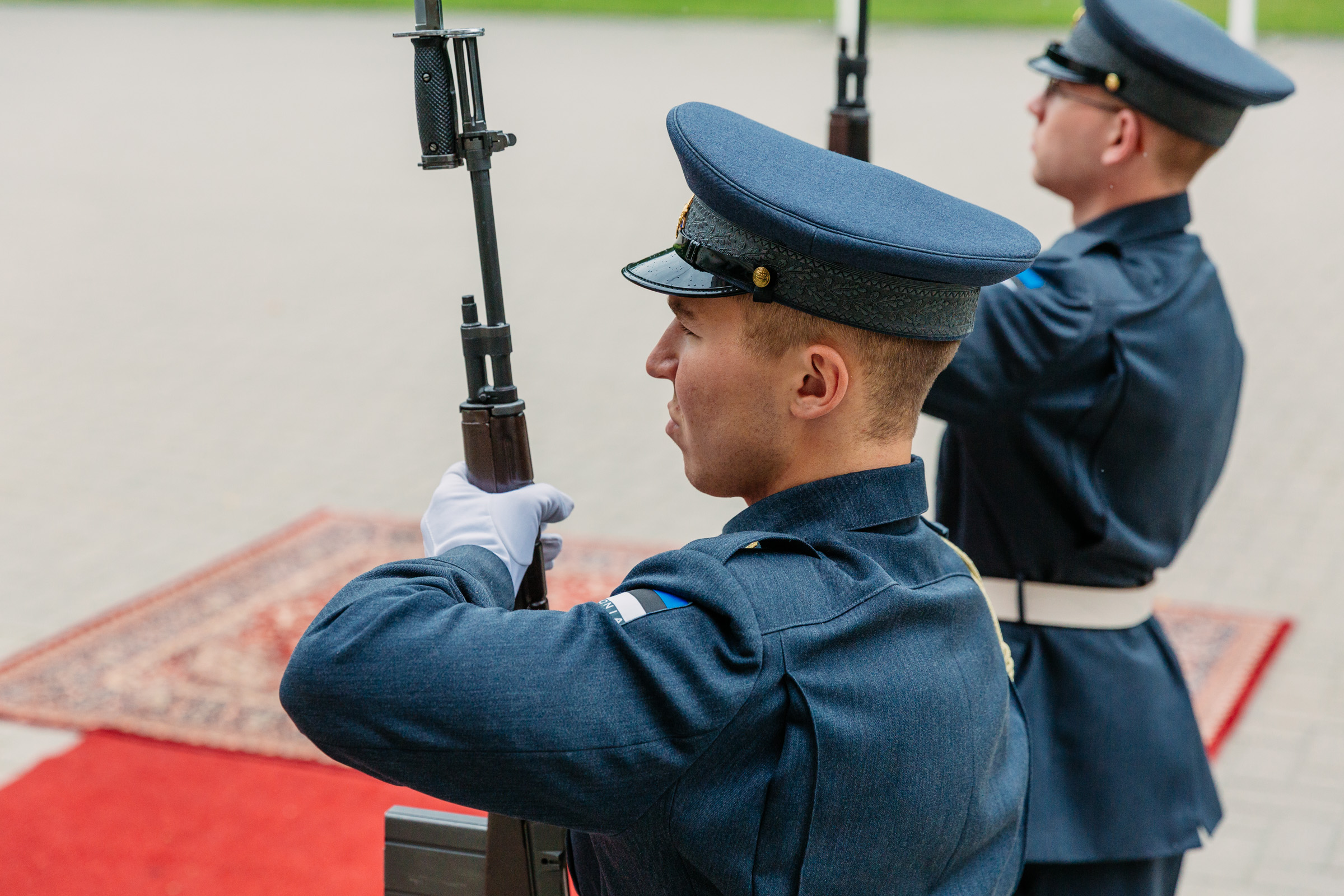
무기를 들고 있는 에스토니아 병사

방위군은 정규군 부대로 총 6,500명의 장교와 징집병으로 구성되어 있다. 2017년 기준 계획된 작전(전시) 구조 규모는 21,000명으로 2026년까지 24,400명 이상으로 확대될 예정이다. 에스토니아 육군은 예비군 원칙에 따라 구성되어 있으며, 이는 국가 방위군의 주요 부분이 예비군 부대라는 것을 의미한다.
평시에는 예비군들이 주기적인 훈련을 실시하고, 국가는 장비와 무기를 구입한다. 전시에는 예비군들이 군대에 동원된다. 예비군들은 영토 원칙에 따라 구성된다. 즉, 한 지역에서 징집된 사람들은 한 부대로 한 번에 소집되고 복무 후에는 한 부대로 예비군들에게 보내진다. 에스토니아 육군은 다른 서비스와 협력하여 항상 상시 방어 태세를 갖추고 있다.

### 징병제

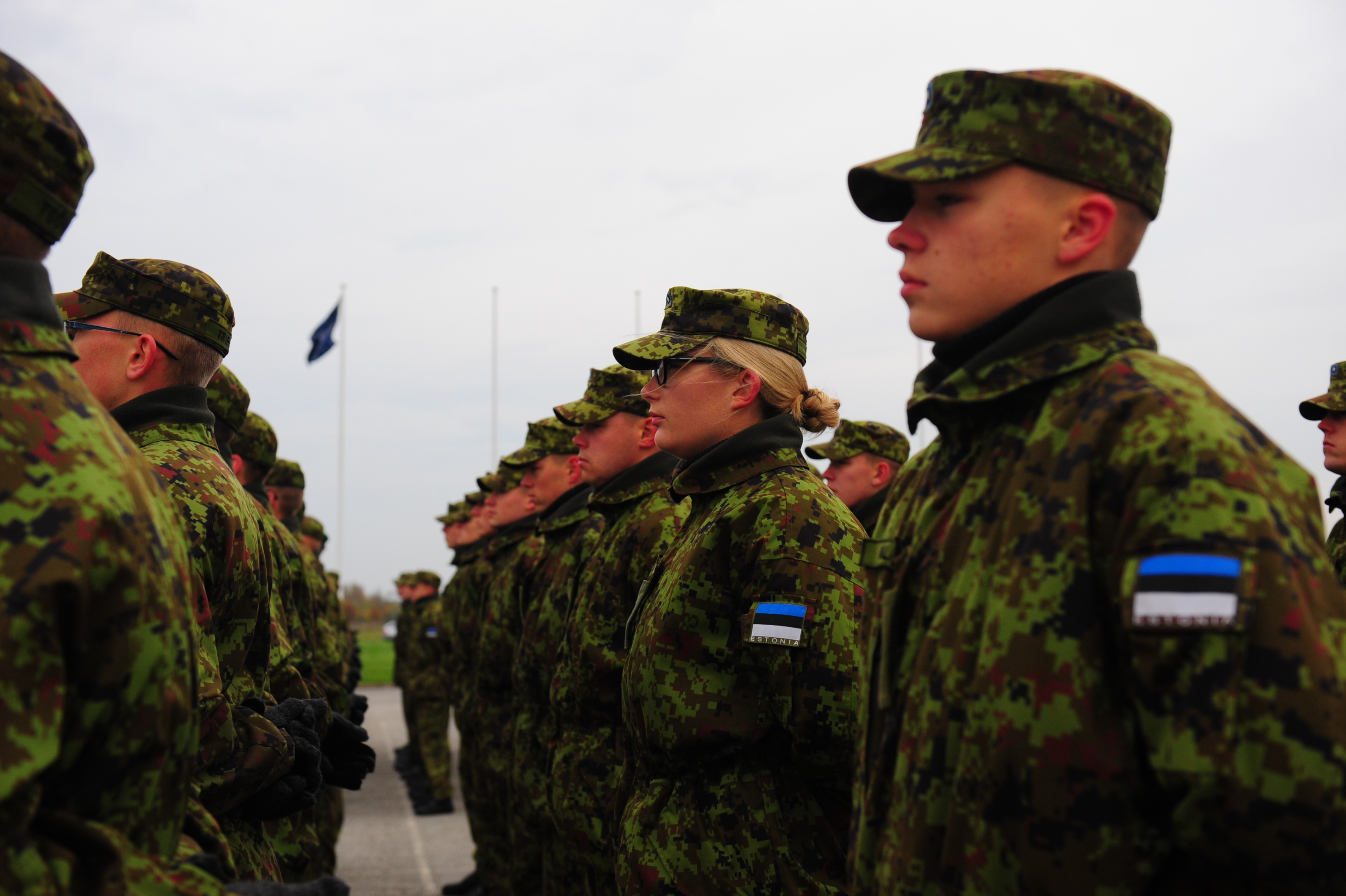
에스토니아 징집병 형성

에스토니아는 1991년 말 의무복무를 도입했다. 매년 소수의 여성을 포함해 약 3200명의 징집병들이 에스토니아 방위군의 군부대에 입소한다. 에스토니아 공군에는 징집병이 없다. NCO 후배, 운전사, 헌병 및 특수요원으로 훈련받은 이들의 복무기간은 11개월이다. 다른 군인들은 8개월이다. 징집병들은 보병, 포병, 방공, 공병, 통신, 해군, 전투서비스 지원부대와 대전차, 레체, 박격포 및 헌병 부대에서 복무하고 있다. 2023년 에스토니아 국방부 장관은 특정 전문 분야에 대해 최대 의무복무 기간을 12개월로 연장할 것을 제안했다.
국방 개발 계획에 따르면, 의료 및 신체 요건 개정 후 2022년까지 연간 징집병 수는 4000명에 이를 것이다. 군인의 수를 늘리는 것은 더 많은 막사, 무기 및 기타 기반 시설을 필요로 할 것이다.